# بيكي بيرلي
بيكي بيرلي (بالإنجليزية: Becky Burleigh)‏ هي مدربة كرة قدم ولاعبة كرة قدم أمريكية، ولدت في 13 أكتوبر 1967 في تاربون سبرينغز في الولايات المتحدة.